# Ojo de Agua, Soyaló
Ojo de Agua är en ort i Mexiko.   Den ligger i kommunen Soyaló och delstaten Chiapas, i den sydöstra delen av landet, 700 km öster om huvudstaden Mexico City. Ojo de Agua ligger 917 meter över havet och antalet invånare är 112.
Terrängen runt Ojo de Agua är kuperad åt nordost, men åt sydväst är den bergig. Terrängen runt Ojo de Agua sluttar västerut. Runt Ojo de Agua är det ganska tätbefolkat, med 108 invånare per kvadratkilometer. Närmaste större samhälle är Bochil, 13,6 km öster om Ojo de Agua. I omgivningarna runt Ojo de Agua växer huvudsakligen savannskog.